# Effectif actuel des Stars du Texas
| No    | Nom                 | Nat. | Position       | Arrivée |
| ----- | ------------------- | ---- | -------------- | ------- |
| +032, | Matthew Murray      |      | Gardien de but |         |
| +035, | Anton Khudobin      |      | Gardien de but |         |
| +002, | Ryan Shea           |      | Défenseur      |         |
| +004, | Will Butcher        |      | Défenseur      |         |
| +006, | Ben Gleason         |      | Défenseur      |         |
| +007, | Alex Petrovic – A   |      | Défenseur      |         |
| +008, | Thomas Harley       |      | Défenseur      |         |
| +026, | Michael Karow       |      | Défenseur      |         |
| +033, | Joseph Cecconi      |      | Défenseur      |         |
| +038, | Jerad Rosburg       |      | Défenseur      |         |
| +011, | Riley Barber        |      | Ailier droit   |         |
| +012, | Riley Damiani       |      | Centre         |         |
| +013, | Jacob Peterson      |      | Centre         |         |
| +016, | Curtis McKenzie – C |      | Ailier gauche  |         |
| +017, | Justin Ducharme     |      | Ailier gauche  |         |
| +018, | Fredrik Karlstrom   |      | Centre         |         |
| +019, | Mavrik Bourque      |      | Centre         |         |
| +020, | Tanner Kero         |      | Centre         |         |
| +021, | Oskar Back          |      | Centre         |         |
| +022, | Rhett Gardner       |      | Centre         |         |
| +024, | Fredrik Olofsson    |      | Ailier gauche  |         |
| +027, | Riley Tufte         |      | Ailier gauche  |         |
| +034, | Marian Studenic     |      | Ailier droit   |         |
| +040, | Antonio Stranges    |      | Centre         |         |